# Vas(II)-klorid
A vas(II)-klorid a vas klórral alkotott vegyülete, kloridja. A vízmentes vas(II)-klorid színtelen, apró kristályokból áll, képlete FeCl2. Az oldhatósága vízben nagyon jó, 100 g vízben 20 °C-on 68,5 g oldódik fel. Jól oldódik alkoholban is, de éterben kevésbé. Vizes oldatából a tetrahidrátja (FeCl2·4 H2O) kristályosodik ki, ami zöld színű kristályokból áll. Higroszkópos, íze fanyar. A vegyület vizes oldata zöld színű.

## Kémiai tulajdonságai
A vegyület vizes oldata levegőn állva lassan bázisos vas(III)-kloriddá (FeOCl) oxidálódik. A szilárd vas(II)-klorid is oxidálódik levegőn állva, megbarnul. Oxidálódik klór és jód hatására is. A hidrogén magasabb hőmérsékleten vassá redukálja. Magasabb hőmérsékleten redukálják a vasnál pozitívabb fémek is. Szobahőmérsékleten nagy mennyiségű ammóniát képes elnyelni, a folyamat során hexaammin (Fe(NH3)6Cl2) keletkezik. Vas(III)-kloriddá oxidálódik híg salétromsav-sósav elegy, hidrogén-peroxid, kálium-permanganát és kálium-dikromát hatására. A kén-dioxid is vas(III)-kloriddá oxidálja savas közegben, közben kén válik ki.
{\displaystyle \mathrm {4\ FeCl_{2}+SO_{2}+4\ HCl\rightarrow 4\ FeCl_{3}+S+2\ H_{2}O} }
A könnyű oxidálhatósága miatt erős redukálószer. A salétromsavat (illetve sóit, a nitrátokat) savas kémhatású közegben például nitrogén-monoxiddá redukálja.
{\displaystyle \mathrm {HNO_{3}+3\ FeCl_{2}+3\ HCl\rightarrow 3\ FeCl_{3}+NO+2\ H_{2}O} }
Kettős sókat képez alkálifémek kloridjaival. Vizes oldatából kálium-hidroxid hatására piszkoszöld, vörösvérlúgsó hatására kék csapadék válik le.

## Előfordulása
A természetben a dihidrátja (FeCl2 · 2 H2O) rokühnit ásványként található meg.

## Előállítása
Vaspor sósavban való oldásával állítják elő. A vasat fölöslegben alkalmazzák. A keletkező oldatot a levegő kizárásával párolják be.
{\displaystyle \mathrm {Fe+2\ HCl\rightarrow FeCl_{2}+H_{2}} }

## Felhasználása
Közbülső terméke a vas(III)-klorid előállításának. Felhasználják kelmefestéskor is, illetve a gyógyászatban vastinktúrát készítenek belőle, amit vérszegénység ellen adagolnak.